# Диди-Ирага
Диди-Ирага (груз. დიდი-ირაგა) — деревня в Грузии. Входит в состав Тетрицкаройского муниципалитета
Название деревни в переводе на русский язык означает Большая-Ирага. Русское название деревни было использовано в Грузинской ССР с 1925 года по 1991 год. После независимости грузинского государства название стало основным.

## Население деревни
Во время Российской Империи и уже Советское время после 1925 годов жило много понтийских греков, которые переехали из: Санты, Трапезунды и многих других городов. В настоящее время эти города находятся на территории турецкого государства. В основном были понтийские греки и цалкинские греки. После независимости грузинского государства, в 90-х годах многие которые жили в деревне, вернулись на свою историческую родину.
В 2017 году и по настоящее время в посёлке живут грузины, родом из Сванетии — точнее сваны и малая часть греческого населения.

## Расстояние и граница
Деревня Диди-Ирага расположено на высоте 1190 метров над уровнем моря и граничит на севере с двумя деревнями такие как Джиграшени и Патара-Ирага. Также в деревне есть река Асланка.
Расстояние между городами:

Тетри-Цкаро — 11 км

Цалка — 41 км

Манглиси — 49 км

Дманиси — 69 км

Тбилиси — 72 км

## Известные уроженцы деревни
Омирос (Гомер) Мустиди (р. 20 января 1934 — у. неизвестно) — известный греческий художник и скульптор во времен Советского Союза.